# Somberek
Somberek (németül: Schomberg) község Baranya vármegyében, a Mohácsi járásban.

## Fekvése
A Baranyai-dombság keleti peremén található. Mérsékelten meleg, mérsékelten nedves éghajlatú területen 120 méterrel a tengerszint felett fekszik. Belterülete 165, külterülete 2977 hektár.
A szomszédos települések: észak felől Palotabozsok, kelet felől Dunaszekcső, délkelet felől Bár, dél felől Mohács, nyugat felől pedig Görcsönydoboka; csak kis híja van annak, hogy közigazgatási területe nem érintkezik északnyugat felől még Szebény határával is.

### Megközelítése
Csak közúton közelíthető meg, Mohács és az 56-os főút, illetve az M6-os autópálya véméndi csomópontja felől egyaránt az 5606-os úton. Utóbbiból a község északi szélén ágazik ki nyugat felé az 56 124-es számú mellékút, mely a zsáktelepülésnek tekinthető Görcsönydobokára vezet.

## Története
A település első írásos említése 1382-ből való, történelmét ettől az időponttól tudjuk nyomon követni. A vidék emberek által folyamatosan lakott, bár a törökök kiűzése után elnéptelenedett, ezért szerbekkel népesült be. 1740 után érkeztek német telepesek Fulda-Pfalz és a Schwarzwald környékéről.
A 18-19. században a Sauska család birtokolta.
A szerb lakosság nagy része 1920 után a Szerb–Horvát–Szlovén Királyság területére költözött. A második világháború után a német lakosság egy részét kitelepítették Németországba, helyükre a délvidékről menekült bukovinai székelyek és a csehszlovák–magyar lakosságcsere keretében a Felvidékről áttelepített magyarok érkeztek. A falu nemzetiségei békében élnek együtt.
2001-ben a lakosság 28,9%-a volt német.

## Idegen elnevezései
Németül a település neve Schomberg. Horvátul két alak ismert: a mohácsi horvátok Šumberaknak, a vaskúti horvátok Šumbrignak nevezték a települést.

## Közélete

### Polgármesterei
- 1990–1994: Dombai Gyula (független)[4]
- 1994–1998: Dombai Gyula (független)[5]
- 1998–2002: Dombai Gyula (független)[6]
- 2002–2006: Csoboth Tamás (független)[7]
- 2006–2010: Csoboth Tamás (független)[8]
- 2010–2014: Csoboth Tamás (független)[9]
- 2014–2019: Csoboth Tamás (független)[10]
- 2019–2024: Csoboth Tamás (független)[11]
- 2024– : Csoboth Tamás (független)[1]

## Népesség
A település népességének változása:
| Lakosok száma | 1418 | 1387 | 1358 | 1300 | 1306 | 1350 | 1318 | 1308 |
|               | 2013 | 2014 | 2015 | 2019 | 2021 | 2022 | 2023 | 2024 |

A 2011-es népszámlálás során a lakosok 81,6%-a magyarnak, 0,3% horvátnak, 40,5% németnek, 0,8 szerbnek mondta magát (17,2% nem nyilatkozott; a kettős identitások miatt a végösszeg nagyobb lehet 100%-nál). A vallási megoszlás a következő volt: római katolikus 70,7%, református 2%, evangélikus 0,2%, görögkatolikus 0,1%, felekezeten kívüli 2,6% (24% nem nyilatkozott).
2022-ben a lakosság 90,6%-a vallotta magát magyarnak, 28,1% németnek, 0,7% cigánynak, 0,3% horvátnak, 0,1% örménynek, 0,1% szerbnek, 0,7% egyéb, nem hazai nemzetiségűnek (8,4% nem nyilatkozott; a kettős identitások miatt a végösszeg nagyobb lehet 100%-nál). Vallásuk szerint 59,4% volt római katolikus, 1,7% református, 0,4% evangélikus, 0,2% görög katolikus, 0,1% ortodox, 0,5% egyéb keresztény, 1,3% egyéb katolikus, 5% felekezeten kívüli (31,1% nem válaszolt).

## Nevezetességei
- Római katolikus templom
- Szerb templom

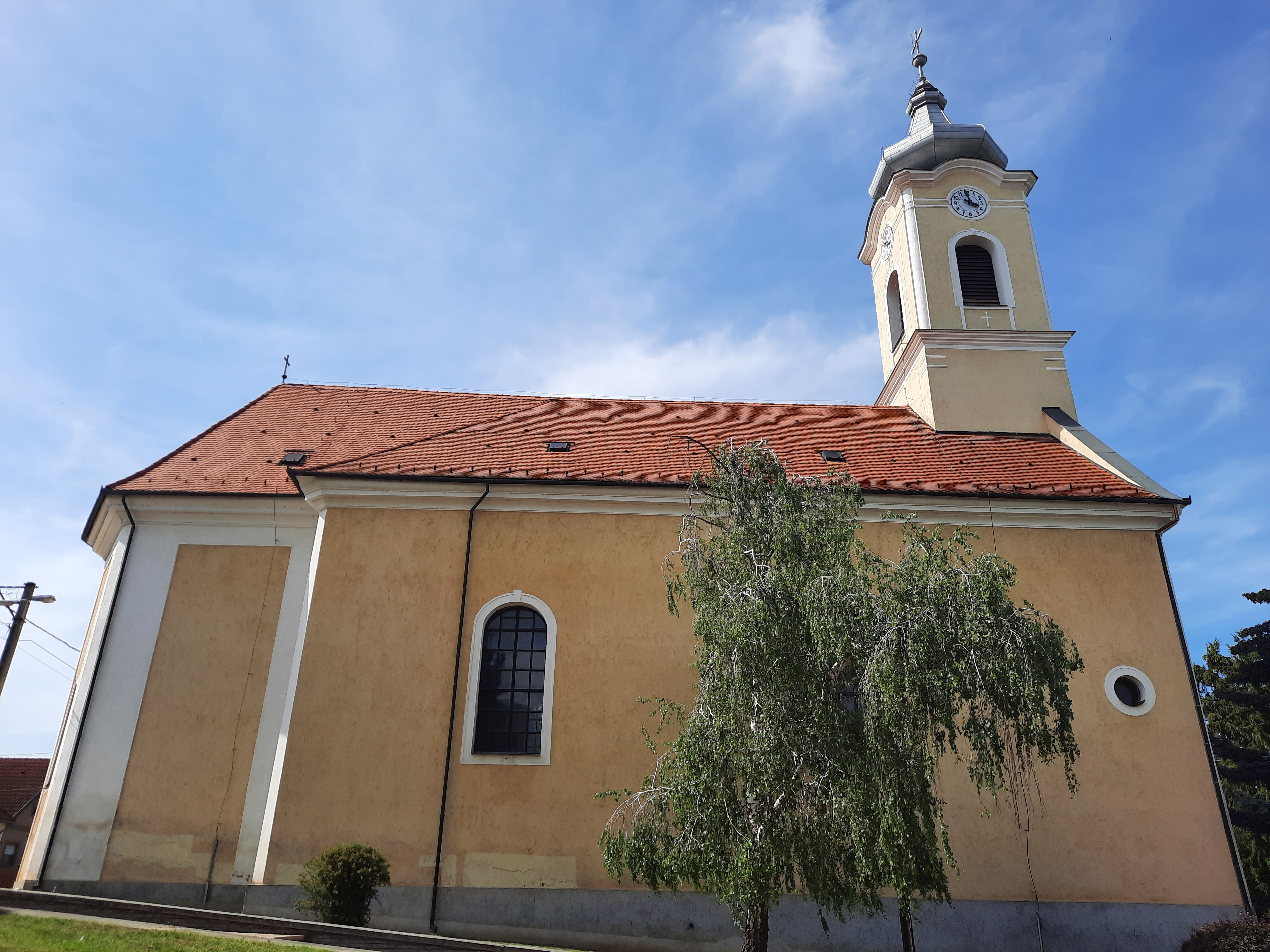
katolikus templom

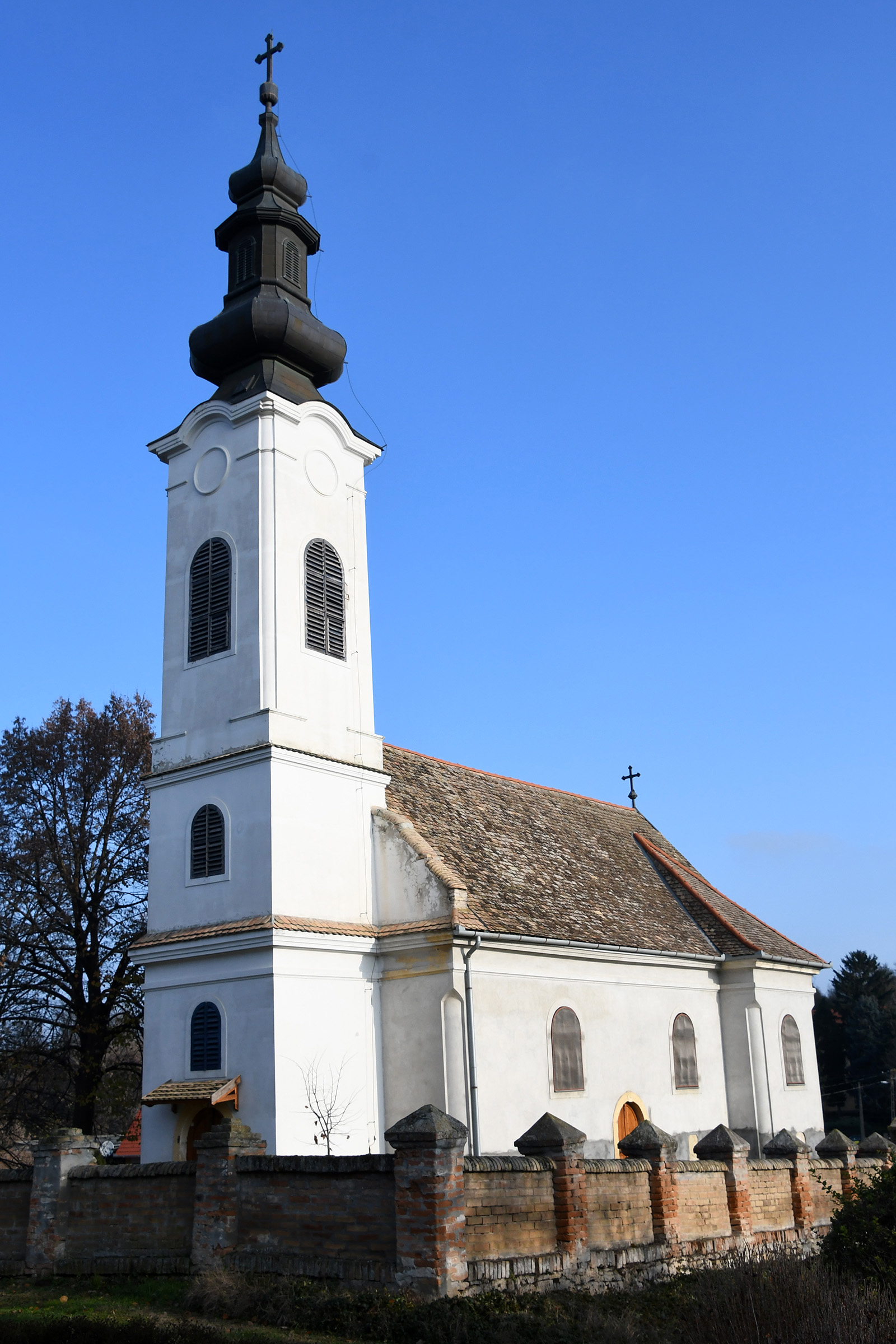
Szerb ortodox templom

- Gótikus (15. századi) templom romja a falu melletti szántóföldön[14]
- Hagyományok Háza
- Német tájház
- Nepomuki Szent János-szobor (1783)
- I. világháborús emlékmű
- II. világháborús emlékmű
- Heine-szobor
- Elhurcoltak emlékköve

## Neves szülöttei

### Kalász Márton
Kalász Márton (Somberek, 1934 — Budapest, 2021) Kossuth-díjas (2013), kétszeres József Attila-díjas költő, író, műfordító és kritikus, a község díszpolgára a kortárs magyar irodalmi élet kimagasló egyénisége, a Magyar Művészeti Akadémia rendes tagja. Jelentős költői életműve mellett meghatározó fontosságúak a német irodalmi műfordításai, valamint a hazai német kisebbség érdekében kifejtett szellemi, társadalmi tevékenysége. A Magyar Írószövetség örökös tagja, 2001-2007 között elnöke.

### Josef Michaelis

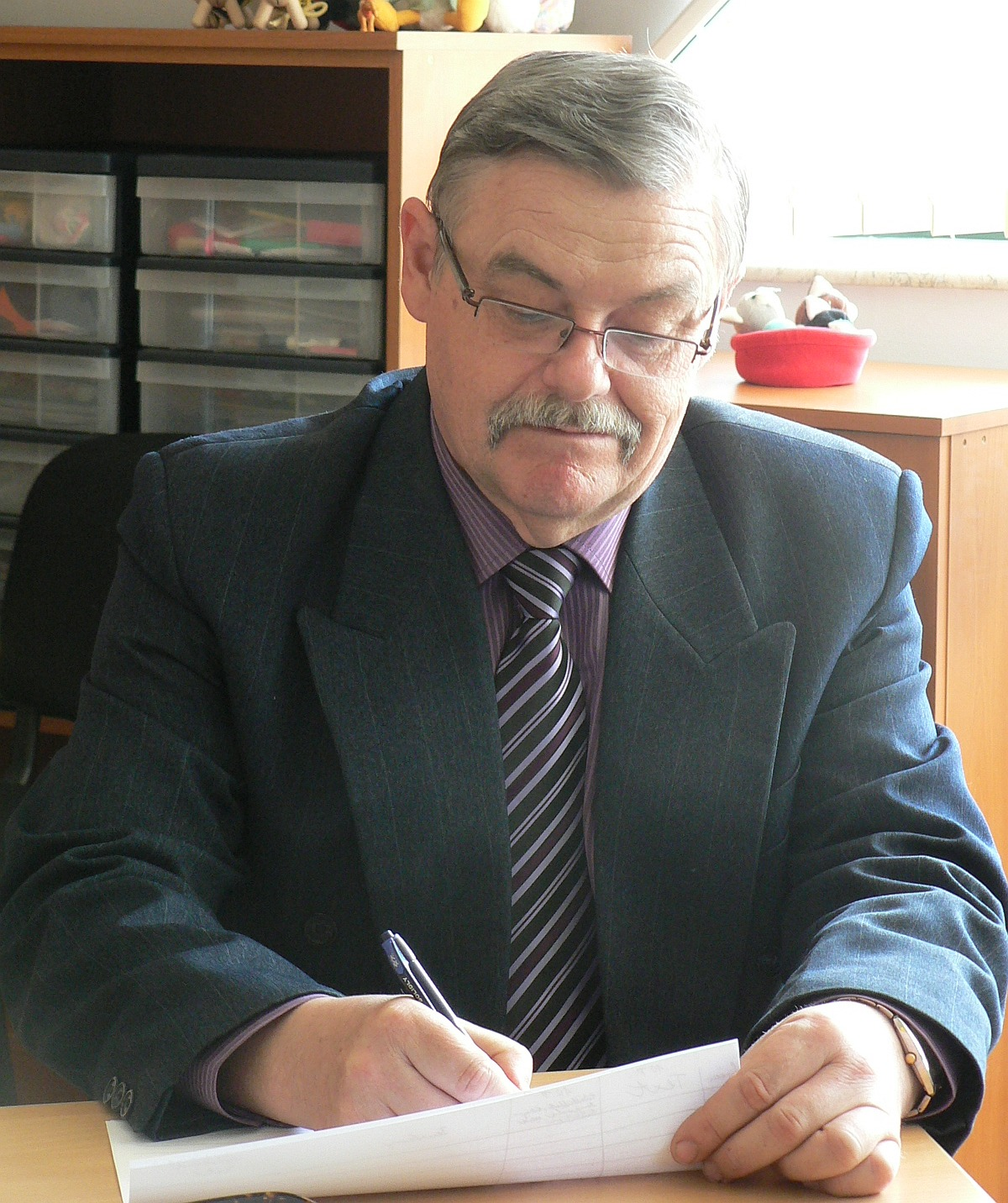
Josef Michaelis (2013)

Michaelis József író 1955-ben született. 1977 óta Villányban tanít német nyelvet és irodalmat, valamint történelmet. 1991 óta igazgató-helyettesként dolgozik az általános és alapfokú művészeti iskolában. Irodalmi pályája 1976-ban kezdődött német nyelvű írásaival. Szorosan kötődik a hazai német kisebbség mese- és mondavilágához, nemzetisége történelméhez.

### Schipp Ferenc
Dr. Schipp Ferenc matematikus 1939-ben született Sombereken. A matematikai tudomány doktora, az Eötvös Loránd Tudományegyetem Informatikai Karának egyetemi tanára, aki több mint 40 évig folytatott szakmai és pedagógiai szempontból is magas színvonalú egyetemi oktatói, kutatói tevékenységet. Elhunyt 2024-ben. Főbb díjai: Akadémiai Díj, 1990, Szent-Györgyi Albert-díj, 1995, Magyar Köztársasági Érdemrend tisztikeresztje, 2004, Széchenyi-díj, 2008, Eötvös József-koszorú, 2016.

## Partnertelepülések
- Dossenheim, Németország
- Jóka, Szlovákia
- Langenau, Németország
- Madéfalva, Románia
- Selva dei Molini, Olaszország
- Sinabelkirchen, Ausztria

## Légi felvételek

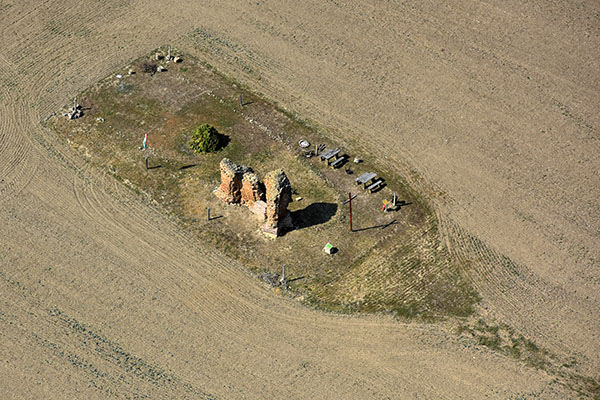
Somberek, pusztatemplom légi felvételen
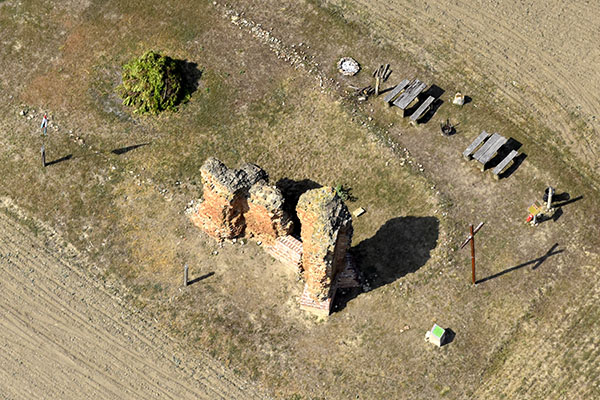
Somberek, templom látképe madártávlatból
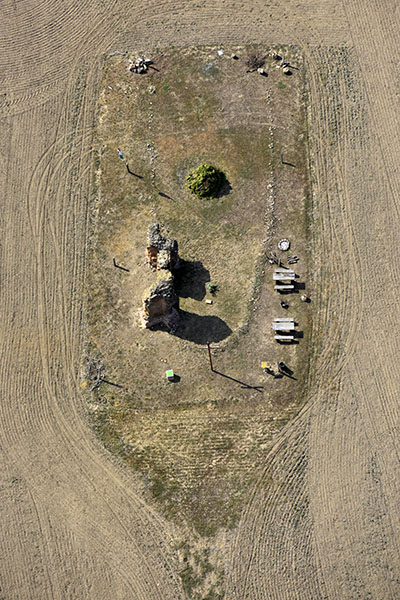
A sombereki pusztatemplom - légi fotó
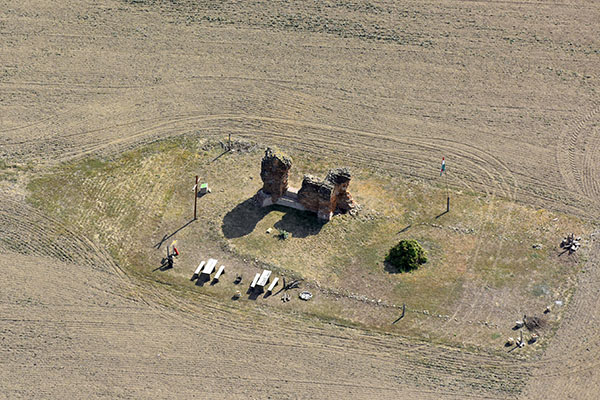
Pusztatemplom a levegőből (Somberek)